# Resensannáll
Resensannáll (latín: Annales Reseniani) es uno de los más antiguos anales islandeses conocidos (siglo XIII). El manuscrito original fue destruido en el incendio de Copenhague de 1728, pero sobrevive una copia de Árni Magnússon (c. 1700) catalogada como AM 424 4°. En su contenido destaca la mención de la búsqueda de Erik Gnupsson, obispo de Groenlandia, de las tierras conocidas como Vinland (lo que hoy se conoce como Terranova y Labrador).